# Nuevo Partido Anticapitalista

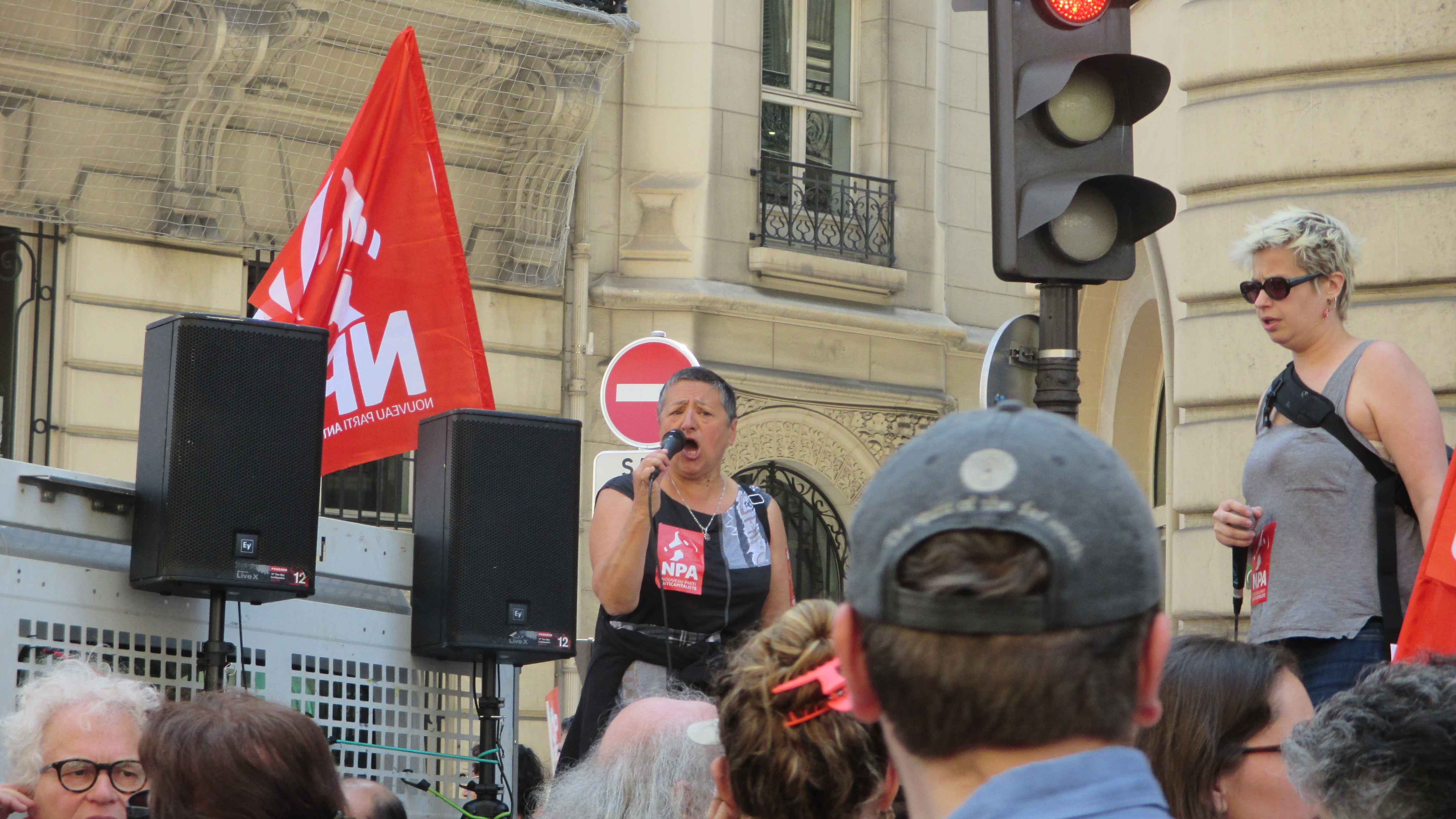
Marcha del partido

El Nuevo Partido Anticapitalista (en francés: Nouveau Parti anticapitaliste, NPA) es un partido político de extrema izquierda anunciado en Francia el 29 de junio de 2008, inicialmente con 9.123 militantes, y finalmente oficializado de manera formal en febrero de 2009. En las elecciones de 2009 obtuvo el 5% de los votos.

## Origen y perspectivas iniciales
Su nombre había sido elegido originalmente sólo con carácter temporal. Pero durante el Congreso fundacional del 6-8 de febrero de 2009, resultó ser el definitivo, tras ganarle -con el 53% de los votos- a la opción alternativa competidora, la más auténticamente marxista denominación de "Partido Revolucionario Anticapitalista" (Parti Révolutionnaire Anticapitaliste).
El propósito del partido es intentar unificar los fracturados movimientos de la izquierda radical francesa, la agrupación Lucha Obrera de Arlette Laguiller,  los seguidores del líder antiglobalización José Bové e incluso algunos miembros del históricamente importante pero electoralmente muy devaluado Partido Comunista Francés.
Asimimo también busca atraer nuevos activistas del espectro ideológico de centro-izquierda (para ello, la denominación oficial finalmente confirmada de NPA es mejor que la más ideologizada alternativa derrotada de PRA).
Asimismo, otra idea importante es intentar recuperar votos históricamente izquierdistas, pero "aburguesados" o "derechizados" durante los últimos años, debido en parte a la incapacidad de la dividida izquierda gala de contenerlos y de satisfacer a los votantes. Por ejemplo, los partidos y coaliciones marxistas habían obtenido un porcentaje combinado del 10,44% de los votos en las elecciones presidenciales de Francia de 2002, cifra que descendió notablemente a poco más de la mitad (5,75%) en las de 2007. En particular, el tradicional y alguna vez poderoso PCF sólo obtendría un 2% de sufragios en esos importantes comicios nacionales.
La parte que está estrechamente relacionada con Olivier Besancenot, el principal portavoz del más poderoso partido de la extrema izquierda francesa, la Liga Comunista Revolucionaria (LCR). De hecho, la propia LCR francesa, germen ideológico del NPA, se autodisolvió formalmente en vísperas del congreso fundacional del nuevo partido, el día 5 de febrero de 2009. Por su lado, el NPA aglutinó a 9.123 miembros durante su creación, tres veces más de los que tenía la LCR.

## Conferencia fundacional
En la conferencia fundacional del 6 al 8 de febrero de 2009, 630 delegados votaron respecto de una serie de documentos, los cuales atravesaron un largo proceso de enmiendas y posteriores modificaciones en las asambleas locales y regionales.
El primer documento de "principios fundamentales" brinda el análisis partidario de los que él ve como el impasse o "punto muerto" del capitalismo, y la necesidad de movilización de las masas. En el largo plazo plantea el derrocamiento de las actuales instituciones burguesas francesas que deberían ser reemplazadas por un régimen marxista "superior", supuestamente virtuoso allí donde falló el "burocrático" (según los trotskistas) comunismo histórico. Como puede inferirse a partir de estas claras definiciones, la aparente renuncia al trotskismo parece ser más una táctica cosmética que una aspiración real.[cita requerida]
El segundo documento es el reglamento provisional, que permanecerá en vigor hasta la próxima conferencia.
El tercer documento, que se refiere a las perspectivas, trata de establecer las prioridades para el año entrante (2009-2010), además de las demandas claves por las cuales luchar en el futuro inmediato.
Por último, un anexo de actualidad sobre las elecciones al Parlamento Europeo expresa la actitud del partido hacia las elecciones europeas de junio de 2009.

## Estructura
Besancenot ha declarado que el NPA no tendrá un único líder y, en su lugar, su liderazgo estará compuesto por un cuerpo colegiado. Asimismo, el partido será representado por sus portavoces oficiales.
La estructura básica del partido serán los diferentes comités locales, que organizará las diversas actividades partidarias locales. La política general del partido será coordinada por un comité nacional.
Antes de la fundación del partido, los "450 comités para un nuevo partido" (izquierdista) ya estaban plenamente involucrados en la actividad política de propaganda, repartiendo volantes y uniéndose a campañas locales, en particular contra el recorte a los servicios públicos, además de protestar contra los bombardeos israelíes sobre la Franja de Gaza. No en vano el logotipo del nuevo partido incluye el dibujo de un megáfono.

## Ideales

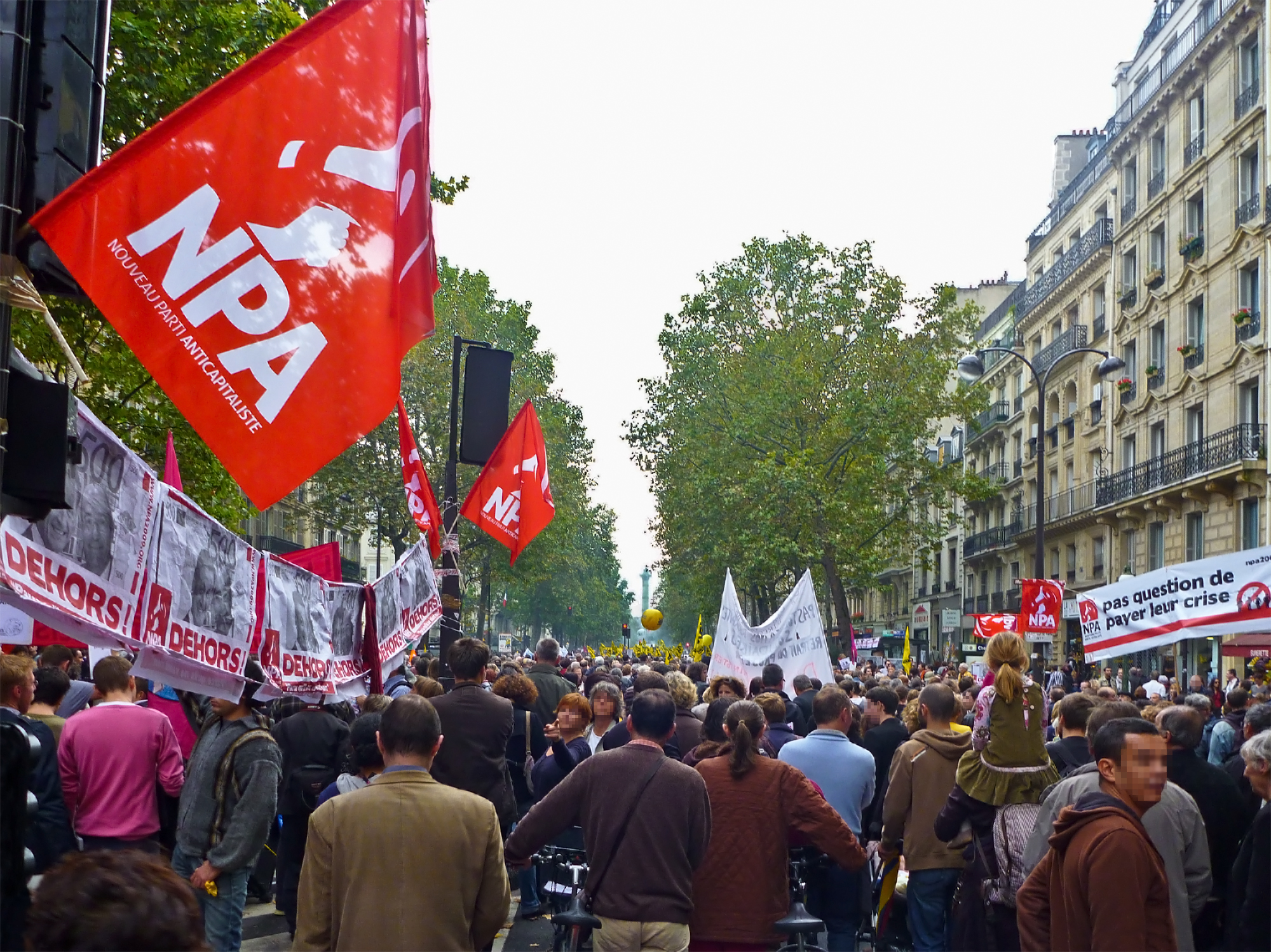
Durante una manifestación contra la reforma de las pensiones, en octubre de 2010 en París

El objetivo declarado del partido es "construir una nueva perspectiva socialista y democrática para el siglo XXI".
Olivier Besancenot ha dicho que el partido será de "la izquierda que lucha, anticapitalista, internacionalista, antirracista, ecologista, feminista, que se opone a todas las formas de discriminación. La distintiva y tradicional identificación de la LCR con el trotskismo (y con la Cuarta Internacional aparejada a aquel) será abandonada por el NPA, por lo menos oficialmente.
La conferencia (del 6 al 8 de febrero de 2009) adoptó tres documentos finalmente, tras sus respectivas enmiendas: una declaración de "principios fundacionales", un reglamento provisional intrapartidario, y finalmente un documento de "perspectivas" para el resto del año. Los borradores de estos documentos han sido ampliamente distribuidos y discutidos en el seno del partido. El proyecto más reciente acerca de los principios fundacionales llama a la "revolución social", pero sin una relación precisa con ninguna teoría o práctica histórica marxista relativa a ella. Al contrario de los documentos anteriores de la LCR, aunque el tema del feminismo está muy presente en él, no hace mención explícita a la teoría patriarcal. Otras cuestiones, tales como la retirada de las tropas francesas de Afganistán, el aumento del salario mínimo, y los servicios públicos son aceptados y consensuados por todos los miembros del NPA. Otras cuestiones, tales como oponerse a la creciente islamofobia o qué lugar preciso ocupará la ecología en el programa partidario aún se encuentran en una etapa de debate.

## Alianzas
Debido a que, en 2009, el NPA es una agrupación política muy nueva, el debate aún continúa sobre qué tipo de alianzas con otros grupos son ideológica y tácticamente aceptables. No obstante, algunas corrientes de pensamiento actuales dentro del NPA hacen hincapié en los peligros de aliarse con fuerzas que pueden terminar uniéndose, local o nacionalmente, al tradicional y socialdemócrata Partido Socialista francés. Otros creen que hay trabajo por hacer en alianzas amplias y pragmáticas con otros partidos de izquierda, como el nuevo Partido de Izquierda.
En enero de 2009, el NPA firmó una declaración conjunta con otros partidos de la izquierda francesa, para la huelga nacional del día 29 de ese mes.
Esta declaración conjunta agudizó el debate sobre las posibles alianzas, con algunos miembros alegando que dicha unidad en los movimientos coordinados de huelgas significa (o por lo menos sugiere) una base suficiente para "compartir boletas" e ir juntos en las elecciones europeas. De hecho, sus militantes más entusiastas desean que el partido sea el precursor de un gran partido anticapitalista a nivel europeo.
Por su lado, otros realizan y promueven una clara distinción entre las alianzas ideológicas con otros movimientos sociales y las que se realizan tácticamente con propósitos electorales.